# لویی آرمسترانگ
لویی آرمسترانگ (به انگلیسی: Louis Armstrong)، (زادهٔ ۴ اوت ۱۹۰۱ – درگذشتهٔ ۶ ژوئیهٔ ۱۹۷۱) از مشهورترین موسیقی‌دانان جاز و از برجسته‌ترین ترومپتنوازان تاریخ موسیقی است. از ترانه‌های معروف وی می‌توان از «سلام دالی» (Hello, Dolly)، «چه دنیای شگفتی» (What a wonderful world) و به من یک بوسه بده (give me a kiss) نام برد.
او را می‌توان به تنهایی مهمترین شخصیت در گسترش جَز دانست. عروج او در دههٔ ۲۰، موسیقی اجتماعی نیواورلئان را به گونه‌ای از هنر، متحول کرد که به نقل از گونتر شولر «به‌طور بالقوه قادر است با متعالی‌ترین انواع هنر در بیان موسیقایی، رقابت کند.» او همچنین، به عنوان یکی از محبوب‌ترین نوازنده‌های قرن بیستم، بیشتر از هرکسی، توانست احساس و لذت موسیقی جز را به مخاطبانش در سرتاسر جهان، منتقل کند. اگرچه در فقر و جداسازی نژادی غیرقابل تصوری بزرگ شد، اما موسیقی‌اش را به روشی سخاوتمندانه عرضه کرد که خوشایند و مایهٔ سرخوشی شنونده‌هایش می‌شود.
پدر لویی، خانواده اش را اندکی بعد از به دنیا آمدن پسرش (۱۹۰۱) در محله‌ای که به دلیل بالا بودن خشونت و جرم و فساد، به آن میدان مبارزه (Battlefield) می‌گفتند، ترک کرد. او در هفت سالگی، تقریباً به‌طور تمام وقت کار می‌کرد؛ شبها، برای فاحشه خانه‌ها زغال‌سنگ می‌برد و روزها به یک سمساری با دمیدن در ساز بادی اش، ورودشان را اعلام می‌کرد.
صاحبکاران او، کارنوفسکی‌ها که یک خانوادهٔ یهودی لیتوانیایی بودند، او را در جمع او پذیرفتند و با او مثل یکی از اعضای خانوادهٔ خود رفتار کردند.
آرمسترانگ در خاطرات خود می‌نویسد به سرعت دریافت که «بقیهٔ سفیدپوستان» علیه کارنوفسکی‌ها هم این خانوادهٔ فقیر یهودی قائل بودند.
اولین اجراهای موسیقی آرمسترانگ در کنار واگن سمساری کارنوفسکی‌ها صورت گرفت. او همچنین تا پایان عمرش برای احترام به این خانوادهٔ یهودی یک آویز ستاره داود می‌پوشید.
در ۱۲ سالگی، بعد از شلیک هوایی با یک اسلحهٔ خالی، او را به دارالتادیبی در شهر بردند.
در ۱۷ سالگی با یک تن‌فروش سابق، ازدواج کرد و سپس پسری را که یک سفیدپوست به او تجاوز کرده بود، به فرزندی پذیرفتند. بعد از سه سال نواختن با گروه Steckfus Steamboat Line در قایق بر روی رودخانهٔ می‌سی‌سی‌پی، مهارت و نیز دانش خود را در موسیقی گسترش داد.
بعد از همکاری با بت دیگرش، کید آوری و همکاری دوباره با کینگ الیور، فلچر هندرسون که رهبری بیگ بندی بسیار معروف را بعهده داشت، او را در سال ۱۹۲۴ استخدام کرد. اما بعد از ۱۴ ماه همکاری، از گروه هندرسون به دلیل برآورده نکردن خواسته اش مبنی بر خوانندگی، بیرون آمد و به شیکاگو نقل مکان کرد؛ و در آنجا توانست با گروهش با نام The Hot Five and Hot Seven قطعات زیادی را با همراهی کید آوری (ترومبون) و همسر جدیدش لیل (پیانو) ضبط کند.
او سال ۱۹۲۶ هنگام ضبط Heebie Jeebies روشی در خواندن را بنام اسکت برای اولین بار (به عقیدهٔ بسیاری) را بکار گرفت که در آن، به جای واژه‌ها، هجاهایی بی‌معنی را به صورت بداهه می‌خواند. او مانند عده‌ای از نوازندگان معروف دورهٔ سویینگ از مخالفان سرسخت سبک مدرن بی باپ بود.